# Drachmannlegatet

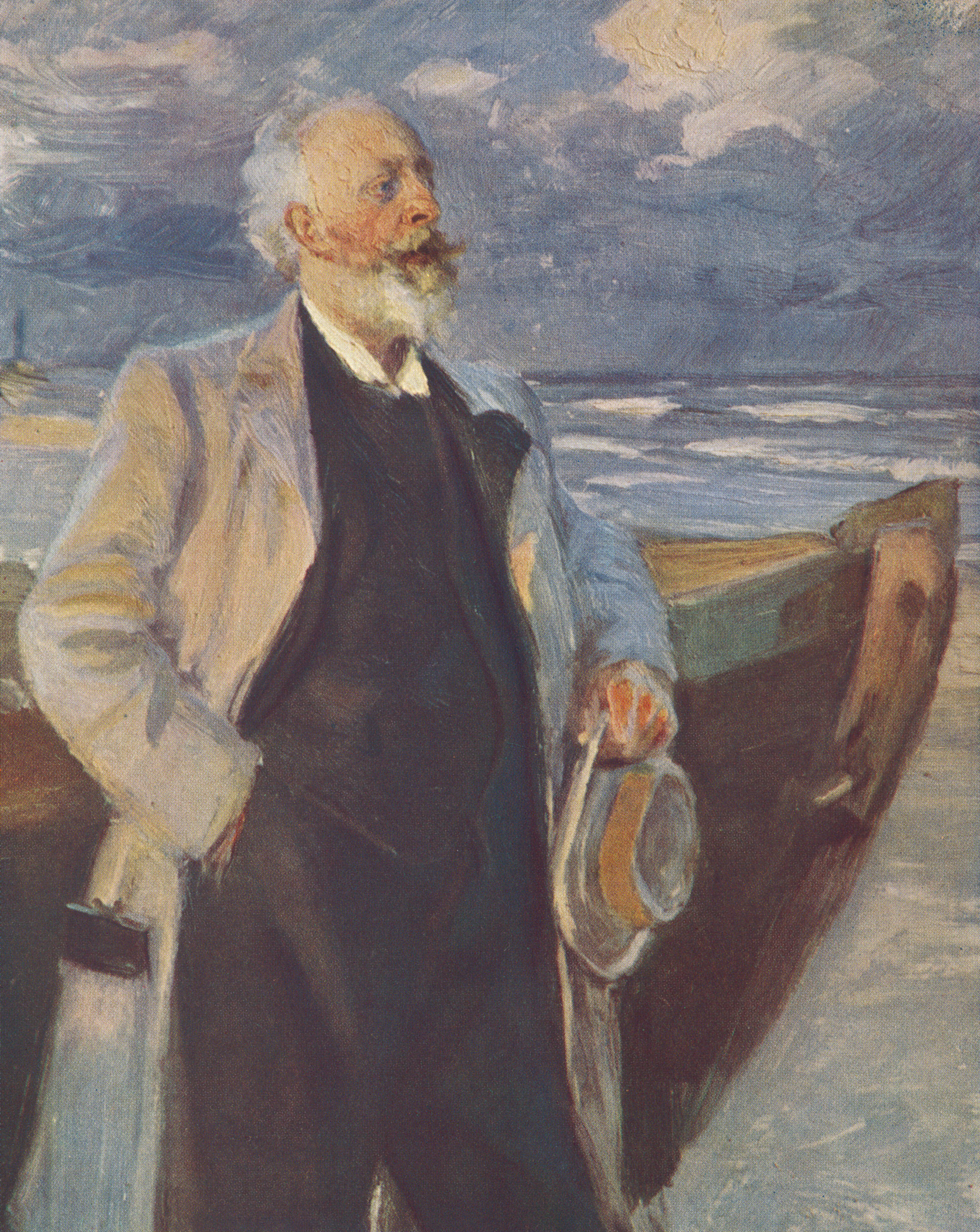
Porträt Holger Drachmanns, von Peder Severin Krøyer

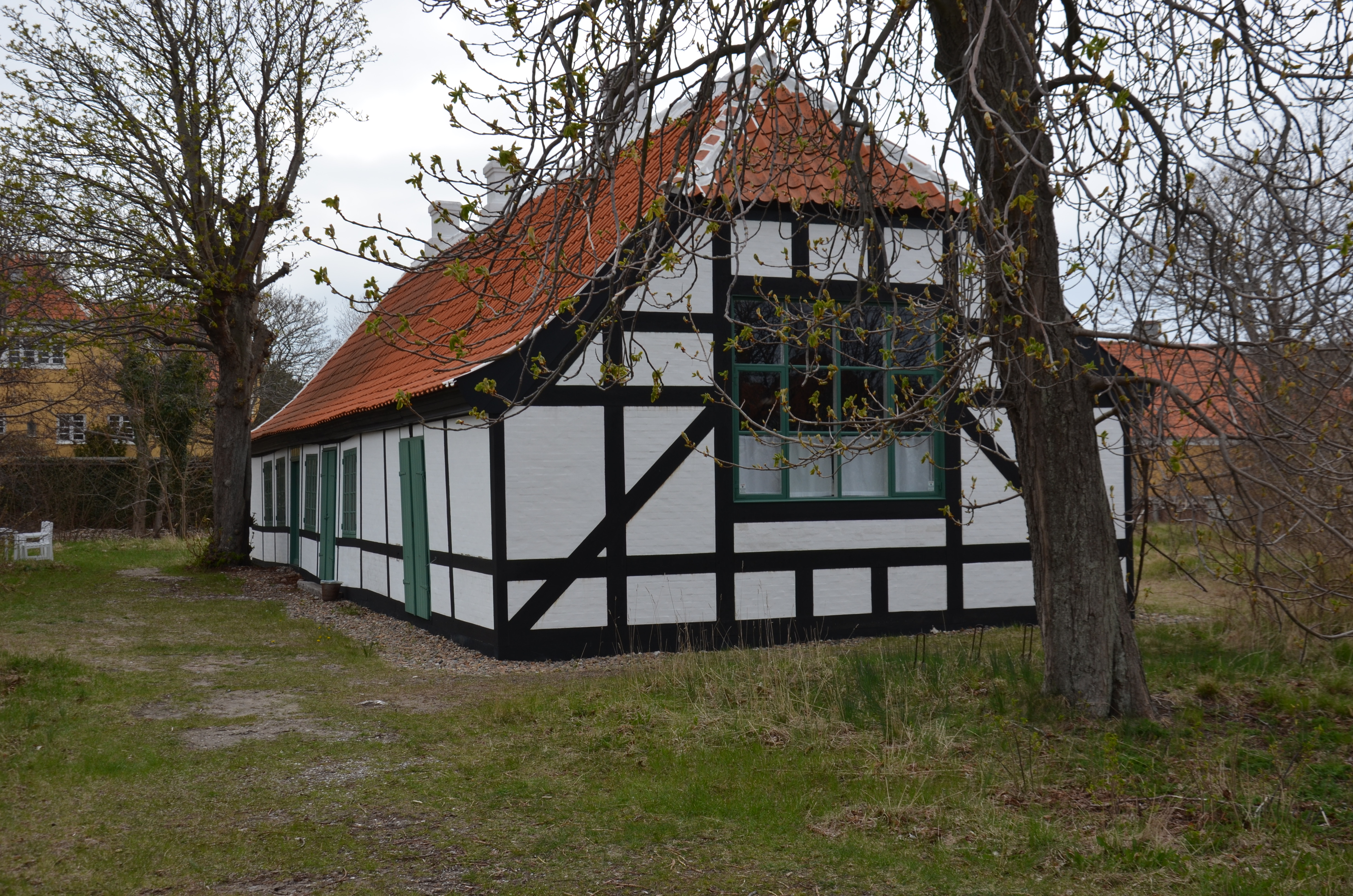
Drachmans Hus, Giebel mit Atelierfenster, 2013

Der Drachmannlegatet, bis 2015 Holger Drachmann-legatet, ist ein 1917 gestiftetes Stipendium zur Förderung dänischer Schriftsteller. Das Stipendium ist nach dem Maler und Dichter Holger Drachmann (1846–1908) benannt. Es wird mit wenigen Ausnahmen jährlich an Drachmanns Geburtstag am 9. Oktober vergeben. Der Stipendienfonds wird aus dem Betrieb des Museums Drachmanns Hus in Skagen finanziert.
Die erste Stipendienkommission bestand aus Peter Nansen (Vorsitzender), Otto Borchsenius, Viggo Lachmann, Johan Brodersen und einem Vertreter des Kultusministeriums. Das ohne Bewerbung vergebene Stipendium wird an Belletristikautoren vergeben, ohne dass eine Inanspruchnahme des Stipendiums erforderlich ist. Es wird von der Autorin Hanne Marie Svendsen, dem Autor Jens Christian Grøndahl und Vertretern der Kunstmuseen von Skagen verwaltet.

## Empfänger
- 1917: Johannes Buchholtz
- 1918: Johannes V. Jensen und Helge Rode
- 1919: Harald Bergstedt und Kai Hoffmann
- 1920: Ludvig Holstein
- 1921: Harry Søiberg
- 1922: Otto Rung
- 1923: Carl Gandrup
- 1924: Sven Lange
- 1925: Einar Rousthøj und Hans Hartvig Seedorff Pedersen
- 1926: Emmy Drachmann
- 1927: Knud Hjortø und Chr. Rimestad
- 1928: Jeppe Aakjær
- 1929: L.C. Nielsen
- 1930: Thit Jensen
- 1931: Laurids Bruun
- 1932: Axel Juel und Per Lange
- 1933: Johannes Jørgensen
- 1934: Tom Kristensen
- 1935: Hakon Holm
- 1936: Hans Ahlmann und  Emil Bønnelycke
- 1937: Valdemar Rørdam
- 1938: Hulda Lütken
- 1939: Hans Kirk
- 1940: C.E. Soya und Marcus Lauesen
- 1941: Paul la Cour und Aage Berntsen
- 1942: nicht verliehen
- 1943: Alex Garff
- 1944: Jens August Schade
- 1945: Tove Ditlevsen
- 1946: Sigfred Pedersen und Martin A. Hansen
- 1947: Karin Michaëlis
- 1948: Ole Sarvig
- 1949: Børge Madsen
- 1950: Knud Sønderby
- 1951: Kjeld Abell
- 1952: William Heinesen und Johannes Wulff
- 1953: Eva Drachmann und Agnes Henningsen
- 1954: Hans Scherfig
- 1955: H.C. Branner
- 1956: Gerd la Cour
- 1957: Aase Hansen
- 1958: Otto Gelsted
- 1959: Knuth Becker und Johannes Ursin
- 1960: Erling Kristensen und Halfdan Rasmussen
- 1961: Per Lange
- 1962: Frank Jæger
- 1963: Erik Knudsen
- 1964: Thorkild Bjørnvig
- 1965: Aage Dons
- 1966: Jørgen Sonne
- 1967: Orla Bundgaard Povlsen
- 1968: Villy Sørensen
- 1969: Ivan Malinovski
- 1970: Jørgen Gustava Brandt
- 1971: nicht verliehen
- 1972: nicht verliehen
- 1973: Cecil Bødker
- 1974: Henrik Nordbrandt
- 1975: nicht verliehen
- 1976: Kristen Bjørnkær
- 1977: nicht verliehen
- 1978: Maria Giacobbe und Uffe Harder
- 1979: Peter Poulsen
- 1980: Asger Schnack
- 1981: nicht verliehen
- 1982: nicht verliehen
- 1983: Lean Nielsen und Henning Fleischer
- 1984: nicht verliehen
- 1985: nicht verliehen
- 1986: Pia Tafdrup
- 1987: Søren Ulrik Thomsen
- 1988: Ove Abildgaard
- 1989: Preben Major Sørensen
- 1990: Peter Laugesen
- 1991: Rolf Gjedsted
- 1992: Erik Stinus
- 1993: F.P. Jac
- 1994: nicht verliehen
- 1995: Jørgen Leth
- 1996: Inger Christensen
- 1997: Johannes Møllehave
- 1998: Knud Sørensen
- 1999: Ulrich Horst Pedersen
- 2000: Claus Beck-Nielsen
- 2001: Merete Torp
- 2002: Jens Christian Grøndahl
- 2003: Katrine Marie Guldager
- 2004: Hanne Marie Svendsen
- 2005: Jens Smærup Sørensen
- 2006: Ida Jessen
- 2007: Jeppe Brixvold
- 2008: Vibeke Grønfeldt
- 2009: Thomas Boberg
- 2010: Dorrit Willumsen
- 2011: nicht verliehen
- 2012: Marianne Larsen
- 2013: Klaus Rifbjerg
- 2014: Sten Kaalø
- 2015: Pia Juul
- 2016: Kristina Stoltz
- 2017: Ib Michael
- 2018: Susanne Jorn
- 2019: Kim Leine
- 2020: Morten Søndergaard
- 2021: Kristian Ditlev Jensen
- 2022: Jesper Wung-Sung
- 2023 Josefine Klougart
- 2024 Kirsten Thorup